# Neutrebbin
Neutrebbin ist eine amtsangehörige Gemeinde im Landkreis Märkisch-Oderland in Brandenburg (Deutschland). Sie wird vom Amt Barnim-Oderbruch verwaltet
.

## Gemeindegliederung
Die Gemeinde Neutrebbin besteht aus drei Ortsteilen:
- Altbarnim
- Alttrebbin
- Neutrebbin

Bewohnte Gemeindeteile:
- Altbarnim
- Altlewin
- Alttrebbin
- Horst
- Neutrebbin
- Schließkenberg
- Siedlung
- Wuschewier

Wohnplätze:
- Bliesdorfer Feld
- Burgwall
- Cavelswerder
- Großbarnim
- Grube
- Kleinbarnim
- Neunziger Winkel
- Rhoneweg
- Stromfeld
- Wriezener Damm
- Wubrigsberg

## Geschichte
Der Ortsteil Altbarnim wurde wahrscheinlich nach dem pommerschen Herzog Barnim I. benannt. Seine erste urkundliche Erwähnung stammt von 1375 als Groten Barnym. 1949 wurden Kleinbarnim und Wubrigsberg eingemeindet und der Ort von Groß Barnim in Altbarnim umbenannt. Wubrigsberg entstand 1811.
Der Ortsteil Neutrebbin entstand 1755 im Zuge der Trockenlegung des Oderbruchs unter Friedrich II., 1757 war der Ort mit 131 Familien vollständig besiedelt und damit das größte Kolonistendorf im Oderbruch. Neutrebbin wurde durch seine Fachwerkhäuser, sowie durch die Gänsemast bekannt, die seit 1855 betrieben wurde.
Neutrebbin gehörte seit 1817 zum Kreis Oberbarnim in der Provinz Brandenburg und ab 1952 zum Kreis Seelow im DDR-Bezirk Frankfurt (Oder). Seit 1993 liegt die Gemeinde im brandenburgischen Landkreis Märkisch-Oderland.
Am 1. Januar 1995 wurde Wuschewier nach Neutrebbin eingemeindet. Am 31. Dezember 1997 folgten Altbarnim und Alttrebbin.
1997 wurde Neutrebbin zum schönsten Dorf Brandenburgs gekürt.

## Bevölkerungsentwicklung
| Jahr | Einwohner |
| ---- | --------- |
| 1875 | 1 753     |
| 1890 | 1 633     |
| 1910 | 1 883     |
| 1925 | 1 718     |
| 1933 | 1 717     |
| 1939 | 1 897     |

| Jahr | Einwohner |
| ---- | --------- |
| 1946 | 2 365     |
| 1950 | 2 373     |
| 1964 | 1 585     |
| 1971 | 1 508     |
| 1981 | 1 233     |
| 1985 | 1 211     |

| Jahr | Einwohner |
| ---- | --------- |
| 1990 | 1 157     |
| 1995 | 1 278     |
| 2000 | 1 667     |
| 2005 | 1 621     |
| 2010 | 1 504     |
| 2015 | 1 409     |

| Jahr | Einwohner |
| ---- | --------- |
| 2020 | 1 379     |
| 2021 | 1 376     |
| 2022 | 1 386     |
| 2023 | 1 353     |
| 2024 | 1 359     |

Gebietsstand des jeweiligen Jahres, Einwohnerzahl: Stand 31. Dezember (ab 1991), ab 2011 auf Basis des Zensus 2011, ab 2022 auf Basis des Zensus 2022

## Politik

### Gemeindevertretung
Die Gemeindevertretung von Neutrebbin besteht aus zehn Gemeindevertretern und dem ehrenamtlichen Bürgermeister. Die Kommunalwahl am 9. Juni 2024 führte bei einer Wahlbeteiligung von 74,1 % zu folgendem Ergebnis:
| Partei / Wählergruppe                         | Stimmenanteil 2019 | Sitze 2019 |        | Stimmenanteil 2024 | Sitze 2024 |
| --------------------------------------------- | ------------------ | ---------- | ------ | ------------------ | ---------- |
| Wir für uns                                   | 31,4 %             | 3          | 40,7 % | 4                  |            |
| Wählergruppe Sportverein Hertha 23 Neutrebbin | 22,0 %             | 2          | 27,6 % | 3                  |            |
| Alte Dörfer                                   | –                  | –          | 21,7 % | 2                  |            |
| Einzelbewerberin Steffi Albrecht              | –                  | –          | 10,0 % | 1                  |            |
| CDU                                           | 15,6 %             | 2          | –      | –                  |            |
| Einzelbewerber Reno Steinborn                 | 11,7 %             | 1          | –      | –                  |            |
| AfD                                           | 09,8 %             | 1          | –      | –                  |            |
| Einzelbewerber Bernd Weber                    | 07,9 %             | 1          | –      | –                  |            |
| FDP                                           | 01,6 %             | –          | –      | –                  |            |
| Insgesamt                                     | 100 %              | 10         | 100 %  | 10                 |            |

### Bürgermeister
- 2003–2008: Hansjoachim Henke[12]
- 2008–2016: Siegfried Link[13]
- 2016–2024: Werner Mielenz[14]
- seit 2024: Mario Hirschbein

Mielenz wurde in der Bürgermeisterwahl am 26. Mai 2019 ohne Gegenkandidat mit 66,1 % der gültigen Stimmen wiedergewählt.
Am 9. Juni 2024 wurde Hirschbein ebenfalls ohne Gegenkandidat mit 81,6 % der gültigen Stimmen zu seinem Nachfolger gewählt. Seine Amtszeit beträgt fünf Jahre.

### Wappen
| Wappen von Neutrebbin | Blasonierung: „In Grün über silbernem Wellenschildfuß, belegt mit einem roten Fisch, ein bewurzelter silberner Laubbaum, rechts begleitet von einer links-gewendeten goldenen Gans und links von einer goldenen Kornähre.“ |
| Wappen von Neutrebbin | Das Wappen wurde am 4. Juni 1998 durch das Ministerium des Innern genehmigt. |

### Flagge
„Die Flagge ist Grün - Gelb - Grün (1:4:1) gestreift und mittig mit dem Gemeindewappen belegt.“

## Sehenswürdigkeiten
In der Liste der Baudenkmale in Neutrebbin stehen die in der Denkmalliste des Landes Brandenburg eingetragenen Baudenkmale.

### Denkmal des Alten Fritz

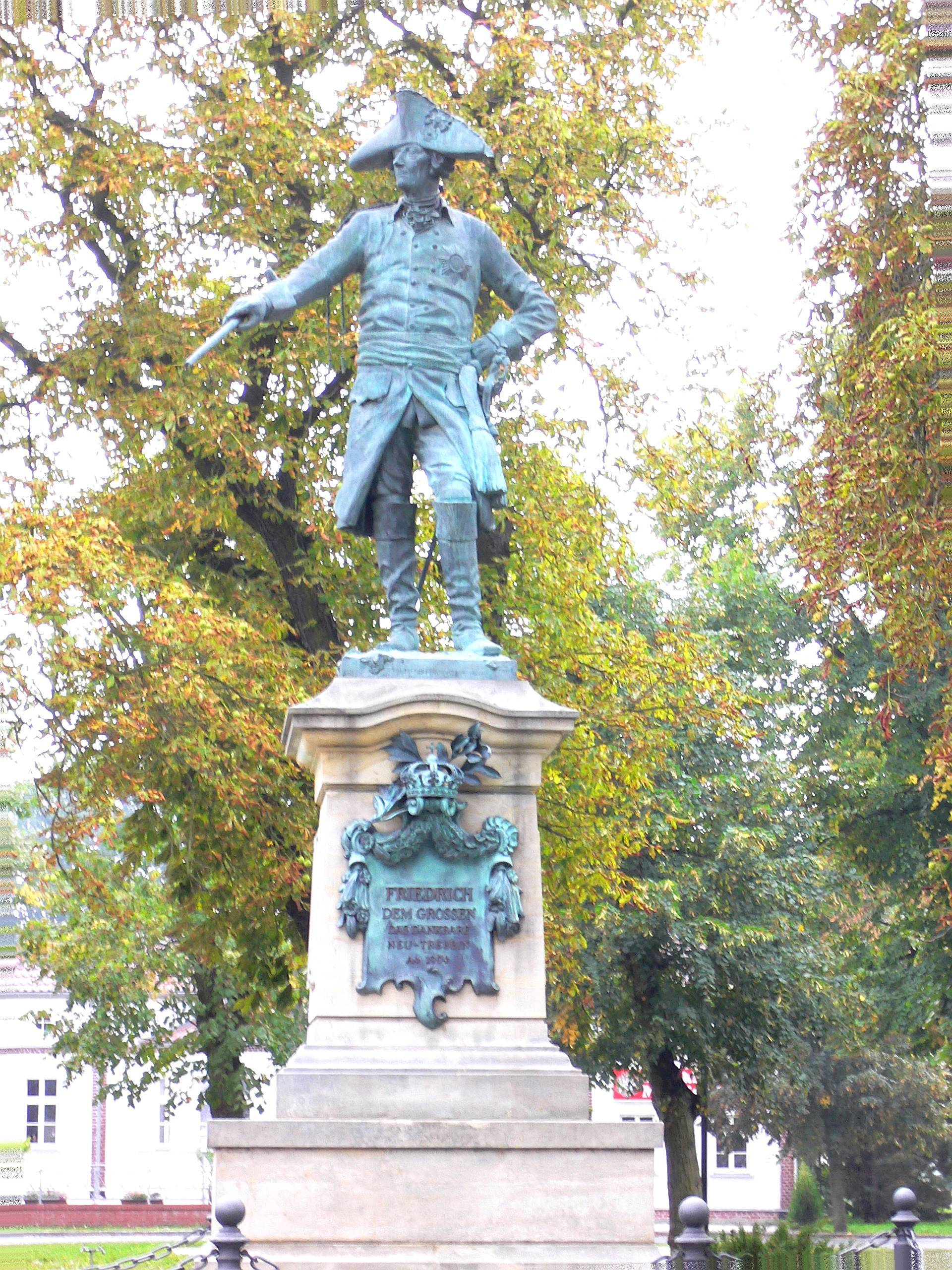
Neues Standbild des Alten Fritz in Neutrebbin

Im Dorfzentrum von Neutrebbin befindet sich ein Denkmal zu Ehren Friedrich II. Es wurde erstmals 1904 aufgestellt, war jedoch seit 1952 verschwunden. 1994 wurde ein originalgetreuer Nachguss zum 90. Jahrestag des Denkmals aufgestellt.

### Schinkelkirche
Am 31. Oktober 1817 wurde in Neutrebbin eine dreischiffige Kirche mit Turm geweiht, die die vorherige von 1771 ersetzte. Der preußische Architekt Karl Friedrich Schinkel wirkte seinerzeit an der Planung der Kirche mit. In den Weltkriegen wurde der Bau beschädigt, jedoch nicht zerstört. Zuletzt wurde im Jahre 2004 der Turm restauriert.

### Wuschewier
Im Gemeindeteil Wuschewier ist ein früher als Schul- und Bethaus genutzter Fachwerksbau die wichtigste Sehenswürdigkeit. Weiterhin gibt es noch einige sehenswerte Kolonistenhäuser in Wuschewier. Das Dorfgasthaus entstand 1926 während der Weimarer Republik. In einem 2002 umfassend renovierten Kolonistenhaus aus der Zeit um 1800 ist das Tabak-Museum Wuschewier untergebracht.

### Kleinbarnim
Sehenswert ist die Fachwerkkirche in Kleinbarnim, welche die Glocken der zerstörten Glockenschauer von  Groß- und Kleinbarnim besitzt. Die beiden Glocken befinden sich jetzt in einem neu erbauten Glockenschauer auf dem Friedhof neben der Kirche.

### Dorfkirche Altbarnim
Die Dorfkirche Altbarnim ist eine Fachwerkkirche aus dem Jahr 1776. Im Innenraum befindet sich unter anderem ein barocker Kanzelaltar in Kolossalordnung mit seitlich angeordnetem, geschnitztem Rankenwerk.

## Wirtschaft und Infrastruktur

### Verkehr
Neutrebbin liegt an der Landesstraße L 34 von der Bundesstraße 167 in Gottesgabe nach Güstebieser Loose.

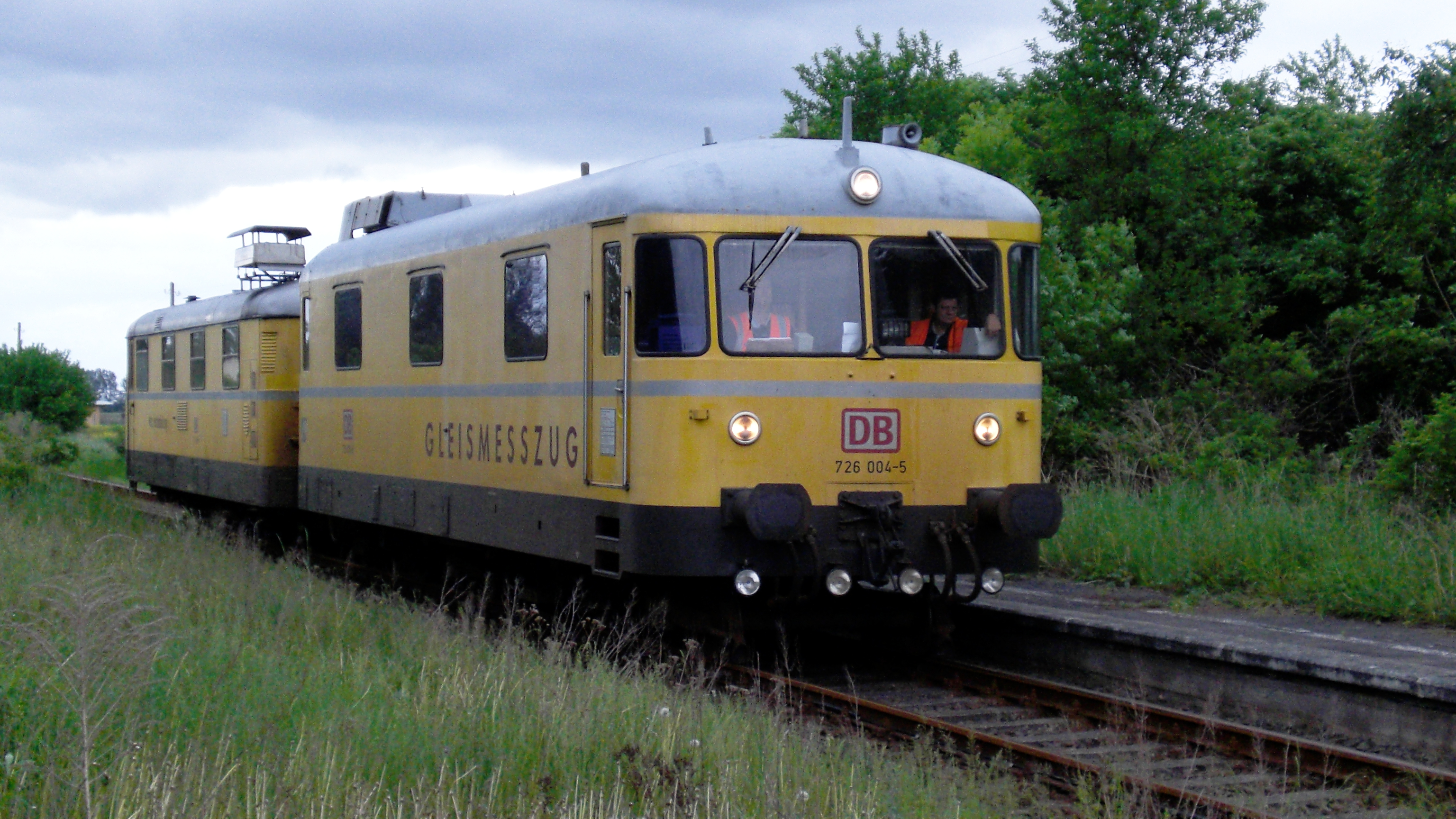
Gleismesszug der Baureihe 726 in Neutrebbin

Neutrebbin erhielt 1876 Bahnanschluss. Der Haltepunkt Neutrebbin liegt an der Bahnstrecke Eberswalde–Frankfurt (Oder). Dort verkehrt stündlich die Regionalbahnlinie RB 60 Eberswalde–Frankfurt (Oder), betrieben von der Niederbarnimer Eisenbahn.

### Bildung
- Grundschule
- Oderbruch-Realschule
- Kita

### Sport
- SV Hertha 23 Neutrebbin
- Kegelverein Neutrebbin
- Reitverein

## Persönlichkeiten
- Max Haselberger (1868–1944), Lehrer und Ortschronist von Woltersdorf, in Neutrebbin geboren
- Paul Graupe (1881–1953), Kunsthändler, in Neutrebbin geboren
- Walter Scheerer (?–nach 1939), preußischer Provinzialrat, lebte in Neutrebbin